# 班卡尔普尔
班卡尔普尔（Bhankharpur），是印度旁遮普邦Patiala县的一个城镇。总人口9118（2001年）。

## 人口
该地2001年总人口9118人，其中男性4894人，女性4224人；0—6岁人口1201人，其中男684人，女517人；识字率70.79%，其中男性为74.32%，女性为66.71%。